# Castillo de Vélez-Málaga
El castillo de Vélez-Málaga es una fortificación islámica situada en el municipio español Vélez-Málaga. Se ubica en el punto más alto de este y se accede a ella desde carretera del Polideportivo Fernando Hierro. Este cuenta con una zona en la que descansar y con gran variedad de vistas casi de todos los ángulos en los que poder ver la ciudad de Vélez-Málaga y alrededores.

## Historia
Se levantó en el siglo X, aunque se amplía y reconstruye en los siglos XIV y XV, llegando a ser una de las más importantes alcazabas del Reino de Granada, gracias a su emplazamiento, que domina la Vega de Vélez y gran parte de la Axarquía. Con la conquista cristiana, pasó a ser casa real, capitanía general, cárcel y cabildo.
Durante la invasión francesa, entre 1808 y 1810, fue reformada y, durante la retirada francesa amplias zonas son voladas para evitar que fuese aprovechado por el enemigo. Una vez perdida su función militar, fue en gran medida destruida y excavada para la obtención de cal.
La Puerta Real y la torre del homenaje, que junto con la Puerta de Antequera eran casi lo único que quedaba en pie, fueron reconstruidas a principios de la década de 1970.

## Descripción
Constituía un recinto amurallado de 1500 m², que se adapta al terreno que le proporcionaba una fácil defensa natural. Los muros originarios que se conservan son de los siglos XIII y XV y se construyen por medio de tapial de cal y arena, revestidos al exterior por hiladas de mampostería y verdugadas de ladrillos.
La Puerta Real es un arco de herradura y la torre del homenaje es de gran altura y planta cuadrada.